# Іван Гвозденович
Іван Гвозденович (серб. Ivan Gvozdenović, Иван Гвозденовић, нар. 19 серпня 1978, Бор) — колишній югославський і сербський футболіст, захисник.
Насамперед відомий виступами за клуби «Црвена Звезда» та «Брюгге», а також національну збірну Югославії.

## Клубна кар'єра
У дорослому футболі дебютував 1995 року виступами за команду клубу «Раднички» (Пирот), в якій провів один сезон, взявши участь лише у 6 матчах чемпіонату. 
Згодом з 1996 по 1999 рік грав у складі команд клубів «Напредак» (Крушевац) та «Міліціонар».
Своєю грою за останню команду привернув увагу представників тренерського штабу клубу «Црвена Звезда», до складу якого приєднався 1999 року. Відіграв за белградську команду наступні три сезони своєї ігрової кар'єри. Більшість часу, проведеного у складі «Црвени Звезди», був основним гравцем захисту команди.
У 2002 році уклав контракт з клубом «Брюгге», у складі якого провів наступні три роки своєї кар'єри гравця. 
Протягом 2005—2011 років захищав кольори клубів «Мец», «Брюгге», «Динамо» Бух., «Металург» (Донецьк), «Црвена Звезда», «Воєводина», «Кавала» та «Тирана».
До складу клубу «Скендербеу» приєднався 2011 року. Протягом трьох сезонів відіграв за команду з Корчі 67 матчів в національному чемпіонаті.
Завершив ігрову кар'єру в іншій албанській команді, «Кукесі», за яку грав протягом 2014–2015 років.

## Виступи за збірну
У 2001 року дебютував в офіційних матчах у складі національної збірної Югославії за яку зіграв лише 1 матч.
| Дата       | Місто   | Господарі | Результат | Гості    | Турнір            | Голи | Примітки |
| ---------- | ------- | --------- | --------- | -------- | ----------------- | ---- | -------- |
| 05/09/2001 | Белград | Югославія | 1 – 1     | Словенія | Відбір до ЧС 2002 | -    | 66'      |
| Усього     |         | Матчів    | 1         |          | Голів             | 0    |          |

## Досягнення
- Чемпіон Югославії: 1999-00, 2000-01
- Володар кубка Югославії: 1999-00, 2001-02
- Чемпіон Бельгії: 2002-03, 2004-05
- Володар кубка Бельгії: 2003-04, 2006-07
- Володар суперкубка Бельгії: 2002, 2003, 2004
- Володар кубка Албанії: 2010-11
- Чемпіон Албанії: 2011-12, 2012-13, 2013-14